# Juliet Stuart Poyntz

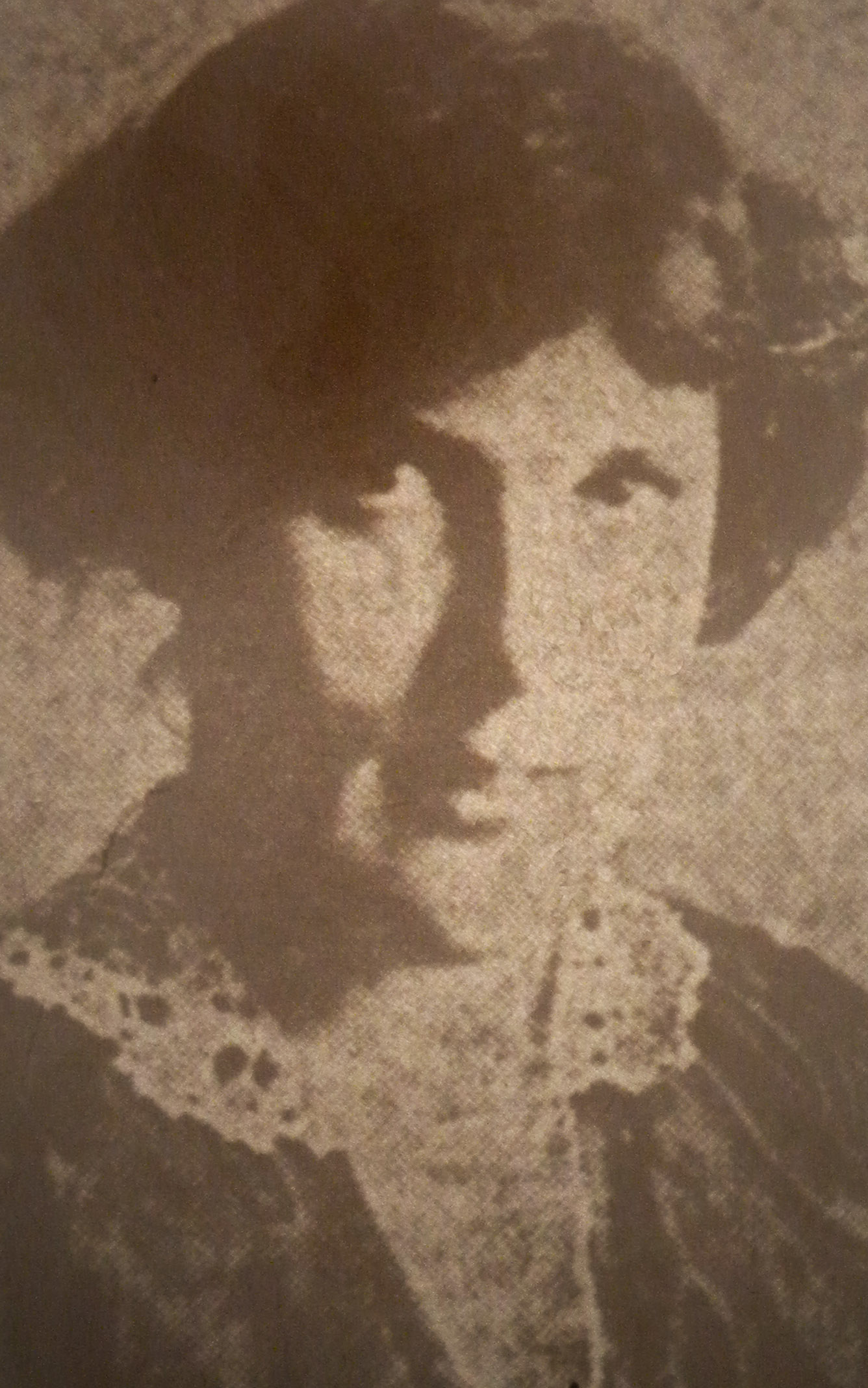
Juliet Poyntz en 1918, sindicalista estadounidense, activista radical y espía soviética

Juliet Stuart Poyntz (originalmente ''Points''; 25 de noviembre de 1886 - 1937) fue una comunista estadounidense y espía al servicio de la inteligencia de la Unión Soviética. Como estudiante y profesora universitaria se entregó a muchas causas radicales y se convirtió en una de las fundadoras del Partido Comunista de los Estados Unidos (CPUSA). Poyntz viajó en secreto a Moscú en 1936, justamente cuando algunos de sus camaradas estaban siendo ejecutados en la Gran Purga de Stalin, y eso la llevó a desengañarse del comunismo. Generalmente se piensa que esa fue la causa de su inexplicada desaparición en junio de 1937, en la ciudad de Nueva York, y que probablemente fue víctima de un escuadrón de la muerte, ya porque hubiera entrado en contacto con trotskistas, o porque tuviera la intención de escribir acerca del sistema soviético.

## Biografía
Poyntz nació el 25 de noviembre de 1886 en Omaha, Nebraska. Su familia se mudó a la ciudad de New Jersey, en el estado homónimo, no mucho antes de que ella se matriculara en el Barnard College. Fue miembro de la organización “Hijas de la Revolución Americana” (Daughters of the American Revolution, DAR).

### Educación
Se mudó a la ciudad de Nueva York siendo muy joven y se graduó en el Barnard College en 1907. 

Fue “class treasurer” (delegada de clase encargada de los fondos para las actividades de su grupo de alumnos) durante su primer curso, “class president” (delegada responsable en última instancia de todas las actividades de la clase) en su segundo curso, secretaria de la Barnard Union y, finalmente, presidenta de la Undergraduate Association y del consejo de estudiantes en su último curso. Fue redactora jefe de la publicación escolar Mortarboard. Fue miembro de la hermandad femenina Kappa Kappa Gamma, del Philosophy Club, del Classical Club, de la Athletic Association, de la Christian Association y del Sophomore Dance Committee. En 1904 actuó en "Casting the Boomerang", en el Brinckerhoff Theatre (actualmente Minor Latham Playhouse). En 1905 Poyntz participó en los terceros juegos anuales Greek Games del Barnard College, en los que recitó la "Invocación a los dioses" y consiguió el primer puesto en la competición de lucha libre. Participó en el Interclass Debate (la clase de 1906 contra la clase de 1907). En su último curso fue votada como la alumna más popular, tanto por lo que se refiere al college como por lo que se refiere al curso 1906-1907. Fue la mejor estudiante de su clase y fue aceptada como miembro de la Phi Beta Kappa. Cuando se graduó, en junio de 1907, sus intereses se habían expandido desde el sufragismo y el feminismo al sindicalismo, los derechos laborales y el socialismo.

### Carrera política
De 1907 a 1909 Poyntz fue "Agente Especial de la Comisión de Inmigración de los Estados Unidos", trabajando en Chicago, Milwaukee, Filadelfia, Utica (Nueva York), Lawrence (Massachusetts) y otras ciudades. Se unió al Partido Socialista de América (Socialist Party of America) en 1909.
Enseñó en el Barnard College durante el año académico 1909-1910, cuando fue ayudante del profesor de historia James T. Shotwell, bien conocido por sus ideas liberales y pacifistas. 

Consiguió su licenciatura en la Universidad de Columbia. 

En 1912 escribió en el Barnard's Class Book: "todavía soy una mujer sufragista o, peor aún, una feminista además de socialista (también de la peor clase)." Empezó trabajando en el movimiento de reforma laboral en 1913. Jugó un papel decisivo en las organizaciones de izquierda para la reforma laboral, como la Comisión de Inmigración, la Asociación Americana para la Legislación Laboral y la Rand School of Social Science. 

Alcanzó el puesto de directora de la Universidad de Trabajadores (Worker's University ) de la Unión Internacional de Trabajadores de la Confección para Señoras (International Ladies Garment Workers Union, ILGWU) y continuó trabajando en la ILGWU, aún después de posicionarse del lado de la naciente Partido Comunista de los EE. UU., a pesar de que la ILGWU mantuvo una orientación socialista. Durante la década de 1920 Poyntz perteneció a la dirección de los Amigos de la Unión Soviética (Friends of the Soviet Union) y a la Internacional de Defensa del Trabajo (International Labor Defense), rama americana del Socorro Rojo Internacional, integrado en la Internacional Comunista o Tercera Internacional. 

En noviembre de 1926 concurrió a las elecciones para contralor del Estado Nueva York y, en noviembre de 1928, para procurador general del Estado de Nueva York, en ambas ocasiones por el Partido de los Trabajadores (Workers Party, nombre de la organización legal del Partido Comunista de EE. UU. desde los últimos días de 1921 y hasta mediados de 1929). 

A partir de entonces abandonó la actividad política pública para dedicarse al trabajo clandestino de inteligencia para la OGPU soviética, durante el "tercer período" de la Internacional Comunista (del VI Congreso Mundial de la Internacional Comunista –Moscú, verano de 1928– al VII Congreso Mundial de la Internacional Comunista –Moscú, verano de 1935).
De acuerdo con un libro de Benjamin Gitlow, miembro fundador del Partido Comunista de los Estados Unidos (CPUSA), Poyntz fue delegada en varias convenciones consecutivas del Partido Comunista y fue miembro del Comité Ejecutivo Central del Partido, además de serlo del Comité Ejecutivo del Distrito de Nueva York. Viajó a China en una misión de la Internacional Comunista y abandonó el partido en 1934, con el fin de trabajar para la OGPU (policía secreta soviética) en la obtención de información científica para la Unión Soviética. En 1936, Poyntz viajó en secreto a Moscú para recibir nuevas instrucciones de las autoridades soviéticas y fue vista allí en compañía de George Mink (alias Minkoff), un estadounidense implicado más tarde en la desaparición de varios trotskistas durante la guerra civil española. Una vez allí Poyntz fue testigo de la Gran Purga organizada por Stalin, durante la que muchos de los que había conocido y con los que había trabajado, fueron asesinados. Regresó a los EE. UU. desilusionada y poco dispuesta a continuar espiando para la OGPU (más tarde NKVD).

### Desaparición
Poyntz desapareció después de salir del Club de Mujeres (Women's Club) de la Ciudad de Nueva York en la noche del 3 de junio de 1937.  La investigación policial no arrojó ninguna pista sobre su destino, y sus pertenencias, toda la ropa y el equipaje de mano que había en su habitación, aparecieron intactas.
A principios de 1938 Carlo Tresca, líder anarquista italoestadounidense, acusó públicamente a los soviéticos de secuestrar a Poyntz a fin de evitar su deserción. Dijo que antes de desaparecer había acudido a él para hablar sobre su disgusto por lo que había visto en Moscú en 1936, en las primeras etapas de la Gran Purga de Stalin. 

Según el testimonio del exagente soviético Whittaker Chambers, la desaparición de Poyntz estuvo relacionada con el agente secreto soviético Josef Peters. Chambers pensaba que Peters, en tanto que miembro de la Internacional Comunista y de la red de espionaje de la OGPU soviética, había planificado el secuestro y asesinato de Poyntz por un escuadrón de la muerte.
Chambers declaró más tarde que oyó que Poyntz había sido asesinada por intentar desertar y estos rumores contribuyeron a sus cautelas cuando desertó él mismo, en 1938. Elizabeth Bentley declaró que ella fue informada por Jacob Golos, a finales de los años 1930, y que más tarde, en 1945, el oficial de la KGB Anatoli Gromov la informó de que Poyntz había sido una traidora y ya estaba muerta. Las deserciones de Chambers y Bentley probablemente estuvieron en parte motivadas por el miedo a seguir el mismo camino que Poyntz.
Se sabe que Poyntz habló a algunos conocidos acerca de sus planes de escribir un libro acerca del movimiento comunista. Benjamin Gitlow escribió que Poyntz se desilusionó por las purgas de Stalin y no estaba dispuesta a continuar como espía al servicio de la Unión Soviética. Gitlow contó que la OGPU/NKVD utilizó al antiguo amante de Poyntz, un hombre llamado Shachno Epstein, editor asociado del diario comunista yiddish Morgen Freiheit (y agente de la OGPU/NKVD él mismo), para atraer a Poyntz a dar un paseo en Central Park. "Se encontraron en Columbus Circle y caminaron por Central Park... Shachno la tomó por el brazo y la condujo por un camino lateral, en el cual una gran limusina negra se detuvo junto a ellos... Dos hombres saltaron, agarraron a Poyntz, la empujaron al interior del coche y se alejaron". Gitlow relata que los asesinos llevaron a Poyntz a un bosque cercano a la finca de Roosevelt, en el condado de Dutchess, la mataron y la enterraron allí. "El cuerpo fue cubierto con tierra y broza. Encima echaron hojarasca y ramas y los tres asesinos la pisotearon." 

Antes de su propia muerte misteriosa, el desertor del GRU Walter Krivitsky sugirió otro motivo para el secuestro de Poyntz por parte de la NKVD. Durante una de sus estancias en Moscú, Poyntz se había convertido en la amante del general del Ejército Rojo Vitovt Putna. En agosto de 1936 la NKVD arrestó Putna y lo acusó de mantener contactos con León Trotski, de quien supuestamente había recibido "directivas terroristas." Bajo tortura, Putna confesó la existencia de un centro trotskista "a escala nacional" y su participación en una organización militar "paralela". El 11 de junio de 1937, a puerta cerrada, un tribunal militar condenó a Putna y otros oficiales de alto rango a la pena de muerte, en la farsa judicial conocida como el Juicio de Moscú de la Organización Militar Trotskista Antisoviética. La NKVD, según Krivitsky, pudo haber secuestrado a Poyntz una semana antes del juicio, por temor a que ella pudiera desertar una vez que la ejecución de Putna se hiciera pública o, simplemente, porque era una conocida amiga del "enemigo" Putna.

## Vida privada

### Matrimonio
En 1913 Poyntz contrajo matrimonio con el doctor Friedrich Franz Ludwig Glaser, comunista y agregado del consulado alemán de Nueva York. Mantuvo su apellido de soltera, a pesar de que cambió la ortografía de "Points" a "Poyntz". 

## Advertencia
Este artículo procede de la traducción de Juliet Stuart Poyntz de Wikipedia en inglés, publicada por sus editores bajo la Licencia de documentación libre de GNU y la Licencia Creative Commons Atribución-CompartirIgual 3.0 Unported.

## Otras lecturas
- Elizabeth McKillen, "The Culture of Resistance: Female Institution Building in the International Ladies Garment Workers Union, 1905-1925," Michigan Occasional Papers in Women's Studies, vol. 21 (Winter 1982).
- Nancy Maclean, "Juliet Stuart Poyntz," Encyclopedia of the American Left. Paul Buhle, Mari Jo Buhle, and Dan Georgakas, eds. 2nd Edition. New York: Oxford University Press, 1998, pp. 631–632.
- Kathryn S. Olmsted, Red Spy Queen: A Biography of Elizabeth Bentley. Durham: University of North Carolina Press, 2002.
- Robert J. Schaefer, "Educational Activities of the Garment Unions, 1890-1948: A Study in Workers' Education in the International Ladies' Garment Workers' Union and the Amalgamated Clothing Workers of America in New York City. PhD dissertation, Columbia University, 1951.
- Richard C.S. Trahair and Robert Miller, Encyclopedia of Cold War Espionage, Spies, and Secret Operations. New York: Enigma Books, 2008.
- Carlo Tresca, "Where is Juliet Stuart Poyntz?" Modern Monthly, Vol. 10 (March 1938).
- Allen Weinstein, Perjury: The Hiss–Chambers Case. New York: Random House, 1997.

- Datos: Q6308916